# 屮部
屮部（てつぶ）は、漢字を部首により分類したグループの一つ。
康熙字典214部首では45番目に置かれる（3画の16番目）。

## 概要
「屮」の字は芽生えたばかりの草木に象り、芽生えを意味する。偏旁の意符では草に関することを示す。
屮部はこのような意符を構成要素とする漢字および「」の形を筆画に持つ漢字を収めている。
なお「」の縦画はまっすぐであり、左払いの「屮」（音は「サ」）は「左」の古字で、左手に象る字である。
屮部に所属する漢字は、康煕字典基準で日常範囲内では「屯」の1字のみであり、厳密には楷書字形の中で最終画を切断しないと「屮」の字形を取り出せないため、漢和辞典によっては部首として「𡳾」の字形を屮部の変形として扱っている場合もある。他の漢字の例では、「屮」を楷書の筆画において構成要素に持つものの字源としては関係のない象形文字の「屰」や、「屮」（楷書字形で縦画が左に曲がって「屮」の字形となる場合もある）を意符とする「㞣」「𡴆」などの漢字、その他「屮」「屮」「𡳾」を字源上の構成要素ないし楷書の筆画として持つ漢字なども一定数あるものの、日常ではまず用いられない。ただ、現代中国の部首分類法の一つである「GB13000.1字符集漢字部首帰部規範」では、意符・音符の区別なくただ字形による一定の規則で部首を決定できるようになっており、左・上・外が部首であれば無条件でそれを取るようになっているため、それによれば「出」「蚩」が屮部に属することになる。

## 部首の通称
- 日本語：てつ、めばえ、くさのめ
- 朝鮮語：풀철부（pul cheol bu、くさの屮部）
- 英語：Radical sprout

## 部首字
屮
- 広韻 - 丑列切、薛韻
- 詩韻 - 屑韻、入声
- 三十六字母 - 徹母
- 日本語 - 音：テツ（漢音・呉音）
- 中国語 - 拼音: chè 注音: ㄔㄜˋ ウェード式: ch'e 4
- 朝鮮語 - 訓音：싹날（ssak nal、芽生える）・풀（pul、草）철(cheol)

金文
大篆
小篆

## 例字
- 屮
- 0画（屮、𡳾）、1画（屯・㞢）、3画（屰）、4画（㞣）、18画（𡴫）
  - 芻→艸部

### 最大画数
23画（𡴬）